# 탈코르셋
탈코르셋(영어: Corset-free movement)이란 대한민국에서 일어난 여성주의 운동의 하나로 긴 머리, 장신구, 섹스어필 하는 복장, 화장, 하이힐 등을 사회가 주입한 여성 억압이자 성적 대상화로 규정하고 이를 거부하는 운동이다. 적어도 2018년부터 한국의 온라인 여성주의 운동의 대표격으로 여겨지며, 주된 운동 주체는 10대~20대 여성이다. 탈코르셋이 외적/내적인 것으로 구분된다고 언급한 참여자들에 따르면, ‘꾸밈노동으로부터의 신체 해방’은 외적 탈코르셋이며, 내적 탈코르셋은 취미 생활이나 운동의 유형 등 사회적으로 ‘여성적’이라고 간주되는 활동, 의식, 가치관으로부터의 해방을 의미한다. 2015년부터 시작된 운동이며, 이것을 처음 '탈코르셋'으로 명명한 곳은 다음 카페 워마드 임시 대피소이다.

## 목적
탈코르셋은 사회가 여성에게 강요하던 외적·내적인 억압에서 벗어나는 것을 주목적으로 한다. 외적인 탈코르셋은 화장하지 않기, 긴 머리 자르기, 체모 놔두기, 치마 입지 않기, 과도한 씻기(위생 코르셋) 거부하기와 같이 여성에게 강요되는 외모 탈피가 특징이다. 내적인 탈코르셋은 부드럽고 애교 있는 여성스러운 말투 버리기, 조신함·친절함·순결을 강조하는 도덕성 탈피가 특징이다. 여성주의 계열에서는 여성에게 가해지는 억압, 짙은 화장 등 사회가 여성에게만 강요하는 엄격한 외모 잣대를 '코르셋'이라고 부르는데, 탈코르셋은 사회가 강요하는 여성상을 거절하는 대신에 있는 그대로의 자신을 긍정한다는 것을 의미한다.

### 자유주의 운동 측면
탈코르셋은 여성들에게 암묵적으로 강요됐던 미적 기준을 버리고 남의 시선에 얽매이지 않는 것을 목표로 하는 여성주의 운동을 의미하며, 과거 꾸밀 자유를 주장한 것과 마찬가지로 꾸미지 않을 자유를 주장하여 자신이 원하는 모습으로 다닐 자유를 확대하기 위한 것이라는 주장이 있다. 그러나 이민경의 저서 《탈코르셋: 도래한 상상》에 따르면, 이는 탈코르셋 운동의 본령이 아니다. “탈코르셋은 외모 지상주의 대신 다양한 아름다움을 추구하되 더 폭넓은 선택의 자유를 추구하며 나답게 살아가자는 메시지를 중심에 둔 운동이 아니다. 오히려 그러한 기존의 흐름을 적극 비판하며 터져나온 운동이다.”

### 노동적 측면
서비스업종 직원에게 필요 이상의 아름다움을 강요하고, 여성노동자를 성적대상화 하는 유니폼 등이 문제로 부각되었다. 이에 따라 여성 노동자에게 필요 이상으로 강요되는 '꾸밈요구'가 사실상 '꾸밈 노동'이라는 비판이 제기됐다.
샤넬코리아 노조는 전국 백화점 매장 직원들이 일을 위해 근무 시작 시간보다 30분 일찍 출근해 화장 등을 하는 '꾸밈 노동'에 대한 추가 근무 수당을 달라며 소송을 냈지만 법원이 받아들이지 않았다. 소송의 쟁점은 ‘꾸밈 노동’의 인정 여부(즉, 화장이 노동인지 아닌지의 여부)가 아니라 직원들이 실제 30분 일찍 출근했는지, 회사의 주장대로 영업 준비를 1시간 이내에 끝낼 수 있는지 등 사실관계에 대한 입증 문제였으며, 법원과 회사 모두 ‘꾸밈 노동’이 직원들의 업무라는 걸 전제로 재판을 진행한 것이다.
알바노조, 민중당 등은 “꾸밈 노동이 필수라면 추가 수당을 지급해야” 한다며, 꾸밈 노동 강제 금지 법제화 등의 대안을 제시했다.
2021년, 서울특별시 여성가족재단이 발표한 ‘여성의 재택근무 실태조사’ 결과에 따르면, 여성노동자 5∼6명 중 한명은 재택근무의 장점으로 ‘화장·옷차림 등 꾸밈 노동이 줄었다’고 답했다.

## 타임라인
2018년에는 BBC, 뉴욕 타임스, 가디언 등 해외 언론에서 대한민국의 '탈코르셋' 운동이 보도되었다. 대한민국의 뷰티 유튜브 크리에이터인 배리나는 2018년 6월 4일 자신의 유튜브 채널에 《나는 예쁘지 않습니다》라는 제목의 동영상을 게재하면서 탈코르셋을 선언했고, 2018년 10월에는 탈코르셋을 주제로 한 《나는 예쁘지 않습니다》라는 에세이를 출간했다.
2018년 11월 10일, 천안의 한 요거프레소 매장에서 아르바이트를 하다가 부당해고된 직원이 사과와 보상을 요구하는 글을 요거프레소 홈페이지에 올렸다. 글에 따르면 해당 직원은 구직 활동을 할 때 단발머리에 화장한 상태로 면접을 보고 이후 머리를 짧게 자르고 출근했다고 밝혔다. 그러자 매장 점주는 "나랑 할 얘기 있지 않냐"며 "그쪽이 사장이면 기분이 어떨 것 같냐, 요즘 유행하는 탈코르셋인지 뭔지 하고 온 것 같은데 여기는 음식을 파는 매장이고 용모가 단정해야 한다"고 지적하고 결국 직원에게 해고를 통보했다. 이에 요거프레소는 논란 3일만에 <부당해고 관련 사안 사과문>을 올리고 점주가 사과와 보상조치를 할 예정이라고 밝혔다. 또한 향후 재발방지 대책으로 인사 노무 관리 매뉴얼을 수정 보완하고 가맹점주 의무 교육과정에 성차별 교육과정을 신설하겠다고 덧붙였다.
2019년 2월, 크라우드펀딩 플랫폼 텀블벅에서 만화책 《탈코일기》가 당시 텀블벅 도서 부문 최고 수준 후원액인 1억 9천만원을 모아 출간됐고, 이후 출판사를 통해 정식 출판됐다.
2020년 12월 10일, CGV 아트하우스에서 탈코르셋 운동을 다룬 다큐멘터리 〈머리카락〉이 개봉했다.

## 영향
2018년, 뷰티·미용·패션업계 종사인들 사이에서는 이 운동으로 인한 변화를 체감하지 못한다는 의견과 영향력이 적지 않다는 반응이 교차했고, 논란이 촉발된 글을 올린 직원이 소속된 아모레퍼시픽 측의 공식적인 입장은 나온 바 없다. 트렌드 공유회나 디지털 관련 인사이트를 보면 이미 ‘파데프리’(파운데이션 바르지 않기)는 꽤 퍼져있다는 지적도 있었다.
이인지의 2019년 논문 《탈코르셋 운동 확산에 따른 한국 여성 소비자의 뷰티 제품 관심도 변화 분석》에 따르면, 국내 대형 온라인 여초 커뮤니티 여성시대 게시물에 대한 1차적인 분석 결과, 실제 탈코르셋 운동이 발발된 이후 탈코르셋(탈코, 코르셋) 관련 게시물은 전반적으로 증가하는 추세를 보이는 반면, 화장품 제품군(파운데이션, 색조) 관련 게시물은 2017년 하반기부터 점차 감소하는 추세를 보였다. 워드 클라우드를 통해 탈코르셋에 관한 연관 단어를 탐색해본 결과 운동 초기에는 젠더 관련 단어들만 높은 빈도를 보인 반면, 최근에는 화장, 화장품이나 힐, 렌즈 등의 구체적 행위와 소비 제품 단어의 빈도가 높아진 것으로 보아 탈코르셋 운동이 더 구체화되고 있음을 알 수 있었다.

## 같이 보기
- 대한민국의 여성주의#2015년 이후
- 대한민국의 여성 운동
- 단발령#허정숙의 여성 단발 운동
- 급진적 여성주의
- 남성혐오
- 배리나
- 탈조선

## 참고 문헌
- 윤지선·윤김지영. (일상의 혁명) 탈코르셋 선언. 경기도: 사월의책, 2019.
- 이민경. 탈코르셋. 서울: 한겨레출판, 2019.
- 정현백. 연대하는 페미니즘: 호주제 폐지부터 탈코르셋까지 함께 쓰는 우리의 이야기. 경기도: 동녘, 2021.